# سوپرنچرال (فصل ۲)
فصل دوم سریال سوپرنچرال که خالق آن اریک کریپک بود در ۲۸ سپتامبر ۲۰۰۶ شروع به پخش کرد و در ۱۷ مه ۲۰۰۷ پایان یافت و در ۲۲ اپیزود بود. این فصل روی داستان دو برادر به نام سم وینچستر (جارد پدالکی) و دین وینچستر (جنسن اکلس) و تلاش آن‌ها برای متوقف کردن ازازل متمرکز بود شیطانی که برای مرگ پدرشان جان وینچستر و مادرشان مری وینچستر مسئول بود. البته در اکثر قسمت‌ها آن‌ها جان مردم عادی را از موجودات فراطبیعی نجات می‌دادند. و متوجه قابلیت‌های فراوان سم شدند و با افرادی مشابه سم برخورد کردند.
این فصل سه‌شنبه‌ها ساعت ۹:۰۰ بعدازظهر به وقت زمان شرقی آمریکا پخش می‌شد، اولین پخش از شبکه سی‌دابلیو بود (این شبکه از شبکه وارنربروس و شبکه یوپی‌ان به وجود آمد). فصل قبلی روی شبکه وارنربروس پخش می‌شد. این فصل به‌طور متوسط در هر قسمت ۳٫۱۴ میلیون آمریکای تماشا شد. که این سریال در خطر عدم ادامه قرار داد.
این سریال در پادشاهی متحده از شبکه آی‌تی‌وی پخش شد، در کانادا از سیتی‌تی‌وی و اسپیس، و در استرالیا از شبکه نتورک تن. این مجموعه همچنین از طریق بسته دی‌وی‌دی شش‌تایی در ۱۱ سپتامبر ۲۰۰۷ منتشر شد. همچنین در فروشگاه ایکس‌باکس لایو, و آمازون. کام.

## قسمت‌ها
آن‌چه در زیر می‌خوانید، نگاهی گذرا به مهم‌ترین حوادث رخ داده شده در قسمت‌های سریال است. بدیهی است بسیاری از جزئیات و اتفاقات ریز و جذابیت‌های هنری و صحنه‌های هیجان انگیز فیلم در مقاله زیر آورده نشده‌اند.
| شماره قسمت در سریال | شماره قسمت در فصل | عنوان (نام)                             | کارگردان       | نویسنده                                                        | تاریخ پخش اصلی  | کد تولید | میانگین بیننده در آمریکا (میلیون) |
| --- | ----------------- | --------------------------------------- | -------------- | -------------------------------------------------------------- | --------------- | -------- | --------------------------------- |
| ۲۳ | ۱                 | «در زمان مرگ من»                        | کیم منرز       | اریک کریپک                                                     | ۲۸ سپتامبر ۲۰۰۶ | 3T5501   | ۳٫۹۳                              |
| فصل دوم وقتی شروع می‌شود که وینجسترها در حال انتقال به بیمارستان هستند. زیرا یکی از شیطان‌های ازازل، به ماشین آنها زده. در حالیکه سم و جان با آسیب کمی جان سالم بدر می‌برند، دین در کما در حال مرگ است. روح او در اطراف می‌چرخد و یک ریپر (مسئول انتقال ارواح) می‌خواهد روحش را ببرد. ریپر می‌گوید اگر دین همراهش نرود، روزی یک روح انتفام جو می‌شود. چون سم در نجات برادرش موفق نمی‌شود، جان با ازازل تماس می‌گیرد. او یک معامله می‌کند: در مقابل نجات دین، زندگیش و روحش و کلت را به او می‌دهد. |                   |                                         |                |                                                                |                 |          |                                   |
| ۲۴ | ۲                 | «همه دلقک را دوست دارند»                | فیل ریکیا      | جان شیبان                                                      | ۵ اکتبر ۲۰۰۶    | 3T5502   | ۳٫۳۴                              |
| بعد از سوزاندن جسد پدر، سم و دین از صحبت درباره مرگ پدر امتناع می‌کنند. به‌جای این، به کار برمی‌گردند و با پیامی قدیمی در تلفن جان به میخانه هارول (یک بار برای شکارچی‌ها) می‌روند. آنجا الن (دوست قدیمی جان) و دخترش جو را می‌بینند. نابغه گروه به‌نام اش، شروع به گشتن دنبال ازازل با کامپیوترش می‌کند. برادرها هم به تحقیق قتل‌های بازدید کنندگان کارناوال می‌پردازند. می‌فهمند یک راکشاسا- یک شیطان اسطوره‌ای هندو- شبیه دلقک می‌شود و با فریب بچه‌ها وارد خانه‌شان می‌شود. سپس والدین را می‌خورد. وقتی تغذیه نمی‌کند شبیه یک پرتاب کننده چاقوی نابینا در کارناوال می‌شود. برادرها با یک لوله برنجی او را می‌کشند. |                   |                                         |                |                                                                |                 |          |                                   |
| ۲۵ | ۳                 | «شهوت خونریزی»                          | رابرت سینگر    | سرا گمبل                                                       | ۱۲ اکتبر ۲۰۰۶   | 3T5503   | ۳٫۷۸                              |
| برادرها سراغ یک سری سر بریدن و قطع عضو می‌روند. می‌فهمند آخرین قربانی خون‌آشام بوده. سپس با شکارچی خون‌آشام‌ها، گوردون واکر، اشنا می‌شوند. الن هشدار می‌دهد که او خطرناک است. بعداً سم توسط گروهی خون‌آشام دزدیده می‌شود و رهبرشان، لنور، فاش می‌کند که آنها فقط از حیوانات تغذیه می‌کنند. سم قانع می‌شود و سعی می‌کند برادرش را راضی کند آنها را تنها بگذارد. اما وقتی به مخفی گاه خون‌آشام‌ها می‌رسند، می‌فهمند گوردون قبلاً لنور را دزدیده. برادرها می‌خواهند گوردون را قانع کنند که او را نکشد اما گوردون بازوی سم را می‌برد تا لنور را با خون تحریک کند. وقتی لنور در مقابل عطشش ایستادگی می‌کند، برادرها به گوردون غلبه می‌کنند. دین گوردون را می‌بندد و سم، لنور را به جای امنی می‌برد. بعداً دین می‌پذیرد درباره خون‌آشام‌ها اشتباه می کرده. |                   |                                         |                |                                                                |                 |          |                                   |
| ۲۶ | ۴                 | «بچه‌ها نباید با چیزهای مرده بازی کنند»  | کیم منرز       | رائله تاکر                                                     | ۱۹ اکتبر ۲۰۰۶   | 3T5504   | ۳٫۲۹                              |
| وقتی برادرها سر قبر مادرشان می‌روند، متوجه گیاهان مرده نزدیک قبر یک زن جوان که تازه مرده می‌شوند. به زودی می‌فهمند دوست پسر خیانتکار دختر، شب پیش کشته شده. سم و دین قبر دختر را می‌کنند و تابوت را خالی می‌یابند. می‌فهمند که دوست نزدیک دختر بنام نیل، که عاشقش هم بوده، دختر را به عنوان زامبی زنده کرده. بعد از کشتن دوست چسرش سراغ هم اتاقیش می‌رود. در آخر، سم و دین با میخی نقره‌ای زامبی را می‌کشند. بعداً دین بخاطر رفتارش از سم عذرخواهی می‌کند. |                   |                                         |                |                                                                |                 |          |                                   |
| ۲۷ | ۵                 | «سایمون گفت»                            | تیم آی‌کوفانو   | بن ادلاند                                                      | ۲۶ اکتبر ۲۰۰۶   | 3T5505   | ۳٫۶۵                              |
| سم الهامی درباره خودکشی یک مرد می‌بیند و برادرها با کمک اش، به سراغ اندی گالاگر می‌روند. سم جلوی مرگ آن مرد را می‌گیرد ولی نهایتاً به روشی دیگر خودش را می‌کشد. برادرها می فمند اندی قابلیت کنترل ذهنی دارد. فکر می‌کنند اندی، مرد را مجبور به خودکشی کرده. در هر حال، سم الهامی از خودکشی یک زن می‌بیند. وقتی برادرها در حال صحبت با اندی هستند این اتفاق می‌افتد. پس اندی مبرا می‌شود. معلوم می‌شود اندی به فرزندی قبول شده و زنی که خودکشی کرد، مادر واقعیش بوده. با ادامه تحقیق، می‌فهمند اندی یک برادر دوقلو بنام انسن، دارد. انسن هم فدرت کنترل ذهنی دارد و با آن کسانی که باعث جدا شدنش از برادرش شده‌اند را می‌کشد. در آخر اندی برادرش را می‌کشد و دین را نجات می‌دهد. |                   |                                         |                |                                                                |                 |          |                                   |
| ۲۸ | ۶                 | «بدون خروج»                             | کیم منرز       | مت ویتن                                                        | ۲ نوامبر ۲۰۰۶   | 3T5506   | ۳٫۳۸                              |
| وقتی الن به جو اجازه تحقیق درباره ناپدید شدن زنان بلوند در یک آپارتمان را نمی‌دهد، وینچسترها به سراغ پرونده می‌روند. اما جو یواشکی به آنها می‌پیوندد. آنها در آچارتمان آخرین قربانی جسم اثیری می بابند و می‌فهمند یک روح پشت این دزدی هاست. تحقیقات وسیع جو معلوم می‌کند اولین قاتل سریالی امریکا اچ. اچ هولمز اعدام شده و در محل آپارتمان دفن شده. زنی دیگر ناپدید می‌شوند و هر سه سریع بدنبال نجاتش می‌روند. روح، جو را می‌دزدد. برادرها محل روح را در سیستم فاضلاب زیرزمینی می‌یابند و جو و زن دیگر را آزاد می‌کنند. سپس روح را در حلقه‌ای از نمک به دام اندازند و ورودی را با بتن پر می‌کنند. در آخر الن فاش می‌کند که پدر جو در شکاری با جان وینچستر مرده. |                   |                                         |                |                                                                |                 |          |                                   |
| ۲۹ | ۷                 | «مظنونین معمولی»                        | مایکل روحل     | کاترین هامفریس                                                 | ۹ نوامبر ۲۰۰۶   | 3T5507   | ۳٫۱۹                              |
| برادرها سراغ مرگ مرموز یک وکیل و همسرش می‌روند. ولی بخاطر سابقه دین، دستگیر می‌شوند. در هر حال، سم فرار می‌کند. یک کارآگاه بنام دیانا بالارد، روح یک زن به قتل رسیده را می‌بیند و با اصرار دین، به سم کمک می‌کند. می‌فهمند آن زن یک فروشنده هروئین گمشده است که به عنوان جاسوس پلیس کار می کرده. روح دوباره ظاهر می‌شود و سم و دیانا را به جسدش در بین دیوارها راهنمایی می‌کند. گردن بند مقتول سرنخی به همکار دیانا، کارآگاه شریدن است که او قاتل است. سم می‌فهمد که روح زن، نشانه‌ای از مرگ برای دیانا بوده. در این زمان، شریدن، دین را از ایستگاه پلیس می‌برد تا در جنگل بکشد. سم و دیانا او را می‌یابند. شریدن می‌گوید او هروئین را از اتاق دارایی می‌دزدید و زن برایش می‌فروخت و بعد او را کشت. وکیل هم برایش پول شویی می‌کرد را کشت. زنش هم زیادی می‌دانست باید کشته می‌شد. روح برمیگردد و حواس شریدن را پرت می‌کند. دیانا هم او را می‌کشد. بعد هم به برادرها اجازه می‌دهد بروند. |                   |                                         |                |                                                                |                 |          |                                   |
| ۳۰ | ۸                 | «موسیقی جاز چهارراه»                    | استیو بویام    | سرا گمبل                                                       | ۱۶ نوامبر ۲۰۰۶  | 3T5508   | ۳٫۱۶                              |
| سم و دین خودکشی یک مرد را تحقیق می‌کند و باور دارند روح سگ سیاه مقصر است. می‌فهمند مرد برای ده سال در یک بار کار می کرده ولی ناگهان یک شبه معمار موفقی می‌شود. نهایتاً معلوم می‌شود آن سگ یک سگ جهنمی بوده که فرستاده شده تا روح مرد را جمع کند. چون یک معامله شیطانی بسته بوده تا استعداد بدست آورد. در هر حال، قراردادهای دیگری هم بسته شده. پس برادرها یکی از آن افراد را ردیابی می‌کنند. می‌فهمند آن مرد روحش را داده تا سرطان همسرش درمان شود. سم می‌ماند تا از مرد محافظت کند. دین هم یک شیطان چهار راه را احضار می‌کند و او را به تله شیطان می‌کشاند. در ازای آزادی او، شیطان هم مرد را از لیست قراردادهایش پاک کرد. قبل از رفتن، درباره قرارداد جان وینچستر به دین می‌گوید و اینکه الان در جهنم رنج می‌برد. |                   |                                         |                |                                                                |                 |          |                                   |
| ۳۱ | ۹                 | «کروتون»                                | رابرت سینگر    | جان شیبان                                                      | ۷ دسامبر ۲۰۰۶   | 3T5509   | ۳٫۱۲                              |
| سم رویایی دارد که دین یک مرد بی دفاع را می‌کشد. پس هر دو به اورگون می‌روند. آنجا سم متوجه کلمه "کروتون" می‌شود که روی تیر برقی کنده کاری شده. بزودی می‌فهمند همه ابزارهای ارتباطی قطع شده‌اند و مردم وحشی شهر راه‌های خروجی را بسته‌اند. آنها به دفتر دکتر محلی می‌روند. دکتر کشف می‌کند خون افراد وحشی شهر شامل ویروسی گوگرددار است. سم می‌فهمد کروتون یک بیماری شیطانی است. زنی در دفتر، ناگهان وحشی می‌شود و به سم حمله می‌کند. قبل از اینکه دین او را بکشد، سم را مبتلا می‌کند. سم می‌خواهد خودش را بکشد ولی دین نمی‌گذارد. کمی بعد معلوم می‌شود همه افراد مبتلا ناپدید شده‌اند و شهر متروک شده. سم خونش را آزمایش می‌کند و می‌فهمد مبتلا نشده. بعد از ترک شهر، معلوم می‌شود یکی از بازماندگان، شیطان است و با کسی تماس می‌گیرد و می‌گوید استثنائاً سم در مقابل ویروس ایمن بود. |                   |                                         |                |                                                                |                 |          |                                   |
| ۳۲ | ۱۰                | «شکار شده»                              | راشل تالالی    | رائله تاکر                                                     | ۱۱ ژانویه ۲۰۰۷  | 3T5510   | ۳٫۲۴                              |
| دین فاش می‌کند پدرش قبل از مرگ به او گفته یا باید سم را نجات دهد یا بکشد. سم به میخانه می‌رود تا بچه‌های دیگری مثل خودش را ردیابی کند. تحقیقات اش فقط یک مرد جوان بنام اسکات ری را می‌یابد ولی او یک ماه پیش کشته شده. سم به تحقیق می‌پردازد ولی یک زن جوان بنام آوا ویلسون دنبالش می‌کند. او هم مثل سم الهاماتی دارد و مرگ اسکات را پیش بینی کرده بوده. هم چنین به او الهام شده سم در انفجاری می‌میرد. آنها پرونده اسکات را از روانپزشک می‌دزدند و می‌فهمند ازازل به او حرف زده بوده. او گفته لشکری از بچه‌های مثل او در جنگ پیش رو خواهند جنگید. شکارچی خون‌آشام، گوردون واکر که از برنامه ازازل آگاه شده تلاش می‌کند سم را بکشد. ولی دین نمی‌گذارد. سپس گوردون، دین را زندانی می‌کند. سم به یاد الهامات آوا می‌افتد و متوجه تله انفجاری می‌شود. دین را نجات می‌دهد و پلیس هم گوردون را دستگیر می‌کند. بعداً برادرها سراغ آوا می‌روند ولی نامزدش را مرده می‌یابند و می‌فهمند شیطان آوا را دزدیده. |                   |                                         |                |                                                                |                 |          |                                   |
| ۳۳ | ۱۱                | «اسباب‌بازی‌ها»                           | چارلز بیسون    | مت ویتن                                                        | ۱۸ ژانویه ۲۰۰۷  | 3T5511   | ۳٫۴۴                              |
| برادرها به سراغ مرگ‌های مرموزی در یک هتل می‌روند. این هتل متعلق به زنی بنام سوزان تامپسون است. مادری مجرد که قصد فروش هتل را دارد. اما فعلاً همراه دخترش (تیلور) و مادرش، رز، آنجا زندگی می‌کند. دخترش یک دوست خیالی بنام مگی دارد. وقتی سم و دین آنجا هستند، مرگی دیگر رخ می‌دهد. معلوم می‌شود رز قبلاً از طلسم استفاده می کرده و مشکوک می‌شوند که او مقصر مرگ هاست. اما او اخیراً سکته کرده و فلج است. بزودی یک روح انتقامجو به سوزان حمله می‌کند. اما سم و دنی نجاتش می‌دهند. معلوم می‌شود مگی، روح خواهر رز است و در بچگی در استخر هتل غرق شده. او قبلاً اب طلسم رز، تحت کنترل بوده ولی با سکته او، دوباره برمیگردد. مگی دوست ندارد آنها هتل را ترک کنند. پس سعی می‌کند تیلور را غرق کند تا برای همیشه دوستش بماند. برای نجات تیلور، رز زندگیش را به او می‌دهد و بجای تیلور هم بازی ابدی مگی می‌شود. |                   |                                         |                |                                                                |                 |          |                                   |
| ۳۴ | ۱۲                | «تغییردهنده شب»                         | فیل ریکیا      | بن ادلاند                                                      | ۲۵ ژانویه ۲۰۰۷  | 3T5512   | ۳٫۴۲                              |
| سم و دین سراغ یک سری دزدی-خودکشی‌ها می‌روند. به این روش که کارکنان از محل کارشان دزدی می‌کنند و بعد خودشان را می‌کشند. یک ماور امنیتی بنام رونالد، برای خودش تحقیقاتی دارد و فکر می‌کند مقصر یک مندروید (نصف ماشین و نصف انسان) است. اما برادرها می‌فهمند یک شیپ شیفتر پشت این قضایاست و اتفاق بعدی در بانک اتفاق می‌افتد. هر دو در بانک نفوذ می‌کنند اما می‌فهمند شیپ شیفتر شکل رئیس بانک شده. اما قبل از هر اقدامی، رونالد می‌رسد و همه را گروگان می‌گیرد. با کمک او، همه را به گاو صندوق می‌برند تا بتوانند دنبال شیپ شیفتر بگردند. اما او باز هم تغییر شکل داده و بعد از تعیین هویتش فرار می‌کند. در تعقیب و گریز، رونالد توسط تیرانداز پلیس کشته می‌شود. یک گروگان دچار حمله قلبی می‌شود و دین او را بیرون می‌برد اما با این کار هویتش معلوم می‌شود و مامور اف‌بی‌آی، هنریکسون می‌رسد. گروه ضربت پلیس وارد بانک می‌شود. برادرها شیپ شیفتر را می‌کشند و فرار می‌کنند. |                   |                                         |                |                                                                |                 |          |                                   |
| ۳۵ | ۱۳                | «خانه‌های مقدس»                          | کیم منرز       | سرا گمبل                                                       | ۱ فوریه ۲۰۰۷    | 3T5513   | ۳٫۳۷                              |
| در یک سری قتل‌ها، قاتل‌ها ادعا می‌کنند یک فرشته به آنها دستور داده بود. معلوم می‌شود یکی از قربانی‌ها قاتل و دیگری بچه باز بوده. هم چنین هر دو به یک کلیسا می رفته‌اند. یک کشیش هم در خارج آن کلیسا به ضرب گلوله کشته شده. سم می‌خواهد باور کند اینها واقعاً کار فرشته بوده. ولی دین فکر می‌کند کار روح انتقامجوی کشیش است. بعداً آن فرشته به دیدار سم می‌رود و دستور کشتن یک مرد شرور را می‌دهد. دین به دنبال آن مرد رفته و می‌فهمد کار بدی نمی‌کند. سم روح کشیش را احضار می‌کند. او خودش را فرشته می‌پندارد اما کشیشی دیگر او را قانع می‌کند که اینطور نیست و روحش به ارامش می‌رسد. |                   |                                         |                |                                                                |                 |          |                                   |
| ۳۶ | ۱۴                | «متولد شده با علائم بد»                 | جی. میلر توبین | کاترین هامفریس                                                 | ۸ فوریه ۲۰۰۷    | 3T5514   | ۲٫۸۴                              |
| سم برای یک هفته گم می‌شود. وقتی دین او را می‌یابد، سراپایش پر از خون است و هیچ چیز از آنچه رخ داده، بیاد ندارد. نوارهای امنیتی نشان می‌دهد او یک شکارچی را می‌کشد. پس از دین می‌خواهد قبل از اینکه به کس دیگری صدمه بزند، او را بکشد. دین امتناع کرده و سم او را بیهوش کرده و می‌رود. سپس بدنبال جو می‌رود و شروع به آزار ذهنی او می‌کند. اما قبل از آسیب جسمانی، دین می‌رسد. سم سعی می‌کند دین را قانع کند او را بکشد. اما دین آب مقدس به رویش می‌ریزد و معلوم می‌شود تسخیر شده. سم برای فرار به دین شلیک می‌کند و به سراغ بابی می‌رود. درهرحال، بابی به او کلک زده و دست و پایش را می‌بندد. جو زخم دین را می‌بندد و او پیش بابی می‌رود. اما جن گیری تاثیری نمی‌گذارد. بابی می‌فهمد شیطان با یک طلسم اتصال، خود را به بدن سم متصل کرده. شیطان خودش را آزاد می‌کند و به دین حمله می‌کند و فاش می‌کند شیطانی است که قبلاً مگ مسترز را تسخیر کرده بود. بابی با سیخ آهنی داغ نشان اتصال را روی دست سم چاک می‌دهد و شیطان مجبور به فرار می‌شود. |                   |                                         |                |                                                                |                 |          |                                   |
| ۳۷ | ۱۵                | «داستان‌های بلند»                        | بردفورد می     | جان شیبان                                                      | ۱۵ فوریه ۲۰۰۷   | 3T5515   | ۳٫۰۳                              |
| سم و دین نمی‌توانند هیچ یک از چندین افسانه محلی اتفاقی که به واقعیت می‌پیوندند را حل کنند. پس از بابی کمک می‌گیرند. او می‌فهمد یک نیمه خدا بنام شیاد - می‌تواند واقعیت را دستکاری کند- پشت این قضایاست. آنها سرایدار ساختمان نزدیک این حوادث را می‌یابند و او هویت خود را بعنوان شیاد آشکار می‌کند. شیاد سعی می‌کند با آنها معامله کند ولی شکارچی‌ها او را می‌کشند. اما بعد از رفتن شکارچی‌ها معلوم می‌شود مرگش را جعل کرده بوده و زنده است. |                   |                                         |                |                                                                |                 |          |                                   |
| ۳۸ | ۱۶                | «کشته شده در جاده»                      | چارلز بیسون    | رائله تاکر                                                     | ۱۵ مارس ۲۰۰۷    | 3T5516   | ۳٫۵۲                              |
| مولی مک نامارا و شوهرش در جاده هستند که ناگهان مردی ظاهر می‌شود. آنها برای جلوگیری از برخورد با او، با درختی تصادف می‌کنند. بعداً مولی تنها در ماشین بیدار می‌شود. مرد دوباره ظاهر شده و او را دنبال می‌کند. مولی به ماشین وینچسترها علامت می‌دهد تا بایستند. او سعی می‌کند تصادف را به آنها نشان دهد ولی ماشین ناپدید شده. با ظاهر شدن دوباره مرد، دین با اشین به او حمله می‌کند پس ناپدید می‌شود. برادرها فاش می‌کنند آن، روحی انتقامجو بنام جونا گریلی است که سالها پیش در تصادفی در جاده مرده. الان هم در سالگرد مرگش راننده‌ها را می‌کشد. با هم‌خانه گریلی را در آن نردیکی می‌یابند و جسد را نمک زده و می‌سوزانند. وقتی روح گریلی می‌رود، برادرها به مولی توضیح می‌دهند شوهرش هنوز زنده است و با کس دیگری ازدواج کرده. مولی هم در آن تصادفی که گریلی کشته شد، مرده. از آن زمان همان شب برای روحش تکرار می‌شود. با قبول واقعیت نهایتاً روحش می‌رود. |                   |                                         |                |                                                                |                 |          |                                   |
| ۳۹ | ۱۷                | «قلب»                                   | کیم منرز       | سرا گمبل                                                       | ۲۲ مارس ۲۰۰۷    | 3T5517   | ۳٫۳۸                              |
| برادرها درباره یک سری حمله‌های گرگینه تحقیق می‌کنند و با مدیسون آشنا می‌شوند. او منشی شرکت آخرین قربانی است. بعد از صحبت با او، به دوست پسر خشن سابقش، کرت، مشکوک می‌شوند. دین به سراغ کرت می‌رود و سم کنار مدیسون می‌ماند. بین آن دو علاقه‌ای ایجاد می‌شود ولی سم به لاس زنی‌های مدیسون جواب نمی‌دهد. ان شب مدیسون به گرگینه تبدیل شده و کرت را می‌کشد. دین می‌رسد و کمی او را دنبال می‌کند. روز بعد برادرها استنباط می‌کنند مدیسون طی حمله خیابانی همان ماه، مبتلا شده. طبق نوشته‌های دفتر جان ویتچستر، اگر "تبدیل کننده" بمیرد، مدیسون هم عادی می‌شود. "تبدیل کننده" که همسایه اوست توسط دین کشته می‌شود. شب بعد او تبدیل نمی‌شود و همه فکر می‌کنند نفرین برداشته شده. اما شب بعد دوباره تغییر کرده و فرار می‌کند. او نمی‌خواهد یک هیولا باشد، پس سم را قانع می‌کند او را بکشد. |                   |                                         |                |                                                                |                 |          |                                   |
| ۴۰ | ۱۸                | «بابل هالیوود»                          | فیل ریکیا      | بن ادلاند                                                      | ۱۹ آوریل ۲۰۰۷   | 3T5518   | ۳٫۲۵                              |
| در لوکیشن یک فیلم ترسناک، ظاهراً یکی از عامل توسط روح کشته می‌شود. سم و دین می‌فهمند این فقط یک حرکت تبلیغاتی بوده. اما بزودی یک رئیس استودیو، توسط یک زن روحی، کشته می‌شود. با اینکه برادرها بقایای زن را نمک زده و می‌سوزانند، تهیه کننده‌ای کشته می‌شود. سم می‌فهمد بخش‌های لاتین فیلمنامه، یک ورد احضار واقعی است. نویسنده، مارتین فلگ، می‌گوید وردها از فیلمنامه اصلی نوشته دستیار تهیه، والتر دیکسون، است. والتر می‌گوید ارواح را احضار می‌کند تا از کسانیکه فیلم نامه‌اش تباه کرده‌اند، انتقام بگیرد. او طلسم را نابود می‌کند اما یکی از ارواح آزاد شده او را می‌کشد. |                   |                                         |                |                                                                |                 |          |                                   |
| ۴۱ | ۱۹                | «آبی‌های زندان فولسوم»                   | مایک روحل      | جان شیبان                                                      | ۲۶ آوریل ۲۰۰۷   | 3T5519   | ۳٫۳۳                              |
| با درخواست دوست پدرشان، سم و دین عمداً کاری می‌کنند تا دستگیر شوند تا بتوانند به تحقیق درباره یک سری قتل در سلولی تازه باز شده، بپردازند. درهرحال، مامور اف‌بی‌آی هنریکسون حاضر شده و آنها را بازداشت می‌کند. وکیل عمومی، مارا دنیلز، باور دارد شاید آنها به اشتباه متهم جنایات زیادی شده‌اند. اما می‌گوید برای تبرئه شدن فقط یک هفته وقت دارند. دین با یک زندانی دعوا می‌کند. در هر حال، روح انتقامجوی یک پرستار در درمانگاه به دین حمله می‌کند. او با نمک از خود دفاع می‌کند و پرستار زندانی دیگر را می‌کشد. تحقیقات معلوم می‌کند او، پرستار گلوکنر است که بیماران درمانگاه را می کشته و بعداً در یک شورش کشته شده. دین، مارا را قانع می‌کند قبر پرستار را بیابد. بعد از دعوا با شخص دیگری، توسط ماموری بنام دیکون برده می‌شوند. او به آنها کمک می‌کند فرار کنند. وقتی هنریکسون می‌فهمد وادار به وینچسترها کمک کرده، او را وادار به مکان آنها می‌کند. در حالیکه برادرها استخوان‌های پرستار را نمک زده و می‌سوزانند، ماموران FBI به قبرستان اشتباهی می‌روند و می‌فهمند مارا دروغ گفته. |                   |                                         |                |                                                                |                 |          |                                   |
| ۴۲ | ۲۰                | «آنچه هست و آنچه هرگز نباید اتفاق افتد» | اریک کریپک     | رائله تاکر                                                     | ۳ مه ۲۰۰۷       | 3T5520   | ۳٫۱۱                              |
| یک جن به دین حمله می‌کند و ناگهان خود را در دنیایی دیگر می‌یابد. در آنجا مادرش زنده است، او و سم شکارچی نیستند و با هم زیاد صمیمی نیستند. اگرچه دین از زندگی جدیدش لذت می‌برد، روح یک زن جوان مزاحمش می‌شود. او می‌فهمد تمام کسانیکه با سم نجات داده‌اند، الان مرده‌اند. پس تصمیم می‌گیرد این شادی را بخاطر نجات مردم رها کند. دین با تحقیق متوجه می‌شود جن موجودی است که مسلمانانبه آن باور دارند و آرزوها را برآورده می‌کند. سم به او باور ندارد. پس باهم به مخفی گاه جن می‌روند. آنجا، دین زن جوان را بعنوان قربانی جن می‌بیند. می‌فهمد او هنوز زنده است ولی در حال توهم است (راهی که جن، قربانی را دستگیر می‌کند و کم‌کم از خونش تغذیه می‌کند). پس خودش هم در این وضعیت است و در دنیایی خیالی است و اینکه جن در اصل کسی را به آرزویش نمی‌رساند. دین در دنیای خیالی خودش را می‌کشد و در دنیای واقعی سم برای نجات او می‌آید و دستش را باز می‌کند. جن به سم حمله می‌کند و هنگامی که جن در حال جادو کردن سم است دین خود را آزاد کرده و جن را می‌کشد. |                   |                                         |                |                                                                |                 |          |                                   |
| ۴۳ | ۲۱                | «اوضاع از کنترل خارج می شود (قسمت اول)» | رابرت سینگر    | سرا گمبل                                                       | ۱۰ مه ۲۰۰۷      | 3T5521   | ۲٫۹۰                              |
| ازازل، سم را می زدد و به شهری متروک می‌برد. در آنجا بقیه بچه‌های با توانایی دهنی هستند.(اندی گالاگر، اوا ویلسون، لیلی، جیک تیلی). دین و بابی به میخانه می‌روند تا کمک بگیرند ولی آنجا سوخته و اش مرده. اندی با توانایی کنترل ذهنیش، با تلپاتی مکانشان را به دین می‌رساند. ان شب سم در خواب، ازازل را می‌بیند و توضیح می‌دهد آنها ر گرد هم آورده تا سر حد مرگ با هم بجنگند. تنها کسی که بماند رهبر گروه شیاطین می‌شود. هم چنین فاش می‌کند که چرا دوست دختر سم را کشت. بعد هم به سم منبع توانایی‌های دهنی بچه‌ها را نشان می‌دهد (خون شیطانی خودش) در این زمان، اوا او توانایی کنترل شیاطین استفاده کرده و یک شیطان را وادار به کشتن لیلی و اندی می‌کند. بعد به سم می‌گوید از وقتی گمشد، در این شهر است و بچه‌های ذهنی را که ازازل به آنجا می‌فرستد می‌کشد. سپس تلاش به شکتن سم می‌کند ولی جیک با قدرت سوپرنی خود گردنش را می‌شکند. جیک با بی‌اعتمادی به سم حمله می‌کند ولی سم ظاهراً او را بی هوش می‌کند. اما با رسیدن دین و بابی، حواسش پرت می‌شود و جیک به او چاقو می‌زند. سم در آغوش دین می‌میرد. |                   |                                         |                |                                                                |                 |          |                                   |
| ۴۴ | ۲۲                | «اوضاع از کنترل خارج می شود (قسمت دوم)» | کیم منرز       | داستان: اریک کریپک و مایکل تی. مور نمایش تلویزیونی: اریک کریپک | ۱۷ مه ۲۰۰۷      | 3T5522   | ۲٫۷۲                              |
| دین به ازای زنده شدن سم، روحش را به شیطان چهار راه می‌فروشد و فقط یک سال زمان می‌گیرد. بعداً الن به خانه بابی می‌رسد و نقشه‌ای از وایومینگ به او می‌دهد که اش آن را در گاوصندوق مخفی کرده بوده. معلوم می‌شود ساموئل کلت، یک تله شیطان بزرگ بوسیله خطوط راه آهن ساخته. در مرکز این تله، یک قبرستان قدیمی است که ازازل، جیک را مجبور به رفتن به آنجا کرده. شکارچی‌ها به آنجا می‌روند تا با جیک ملاقات کنند. ولی او آنها را به اندازه مافی معطل می‌کند تا با استفاده از کلت در قبرستان در باز کند. سپس سم از پشت به جیک شلیک می‌کند و در ادامه با وجودی که جیک تقاضای رحم از او دارد، چندین تیر دیگر هم شلیک می‌کند. وقتی درهای قبرستان باز می‌شود، معلوم می‌شود این دروازه شیطان (دری بسوی جهنم) است. گروهی از شیاطین فرار می‌کنند و خطوط ریلی آهنی تله شیطان را می‌شکنند و به ازازل اجازه ورود می‌دهند. همانطور که الن و بابی در تلاش برای بستن دروازه هستند، سم و دین با کلت با ازازل مواجه می‌شوند. متأسفانه شیطان موفق به گرفتن اسلحه می‌شود. او دین را برای قرارداد شیطانی اش سرزنش می‌کند و می‌پرسد " آیا سم که دوباره زنده شده، کاملاً پاک است؟" سپس آماده می‌شود تا آنها را بکشد اما روح جان وینچستر که از جهنم فرار کرده با او گلاویز می‌شود. این اتفاق به دین اجازه می‌دهد تا کلت را پس بگیرد و به قلب ازازل شلیک کند و او را می‌کشد. بعد از اینکه بابی و الن دروازه جهنم را می‌بندند، روح جان هم به جایی بهتر منتقل می‌شود. |                   |                                         |                |                                                                |                 |          |                                   |